# Óscar Tabárez
Óscar Washington Tabárez Silva, né le 3 mars 1947 à Montevideo en Uruguay, est un ancien joueur de football uruguayen, reconverti comme entraîneur.
Après avoir dirigé de nombreux clubs à travers le monde (Colombie, Argentine, Italie, Espagne), il prend en main la sélection uruguayenne en 2006, qu'il guidera pendant 15 ans et jusqu'en demi-finales de la Coupe du monde 2010, en huitième-de-finale de la Coupe du monde 2014 et en quart de finale de la Coupe du monde 2018.

## Biographie
Après avoir été footballeur, Óscar Tabárez devient un entraîneur à succès. En Uruguay, Óscar Tabárez est connu comme el maestro (« le maître ») ou el profesor (« le professeur ») puisqu'il était maître d'école,.
Il dirige de 2006 à 2021 l'équipe d'Uruguay après avoir déjà occupé ce poste de 1988 à 1990. En tant qu'entraîneur, il participe à quatre Coupes du monde (Italie 1990, Afrique du Sud 2010, Brésil 2014 et Russie 2018). En 1990, un an après avoir été finaliste de la Copa América 1989, l'équipe uruguayenne perd en 8e de finale face à l'équipe locale, l'Italie. En 2010, son équipe obtient la quatrième place du tournoi : c'est la grande révélation de cette Coupe du monde 2010. En fin d'année, il est élu entraîneur de l'année en Amérique du Sud par le quotidien uruguayen El Pais[réf. nécessaire]. L'année suivante, il remporte la Copa América 2011 ce qui lui vaut d'être encore nommé meilleur entraîneur d'Amsud de l'année 2011.
Toujours avec Tabárez aux commandes, l'Uruguay tient son rang en obtenant la 4e place lors de la Coupe des confédérations 2013. Durant la Coupe du monde 2014, l'Uruguay atteint les 8e de finale - comme en 1990 - où il est éliminé par la Colombie.
Par ailleurs, Óscar Tabárez reçoit le titre de « Champion de l'UNESCO pour le sport » le 30 janvier 2012.
Le 20 novembre 2021, la fédération Uruguayenne de football a pris la décision de se séparer de lui après 15 ans passés sur le banc de la sélection.

## Palmarès d'entraîneur et distinctions
- Vainqueur des Jeux panaméricains en 1983 avec l'équipe olympique d'Uruguay
- Vainqueur de la Copa Libertadores en 1987 avec Peñarol
- Finaliste de la Coupe intercontinentale en 1987 avec Peñarol
- Champion d'Argentine de D1 en 1992 (A) avec Boca Juniors
- Vainqueur de la Copa Master de Supercopa en 1992 avec Boca Juniors
- Vainqueur de la Copa América en 2011 avec l'Uruguay
- Finaliste de la Copa América 1989 avec l'Uruguay
- Meilleur entraineur sud-américain 2010 et 2011
- Nomination au prix d'entraîneur de l'année FIFA 2010